# 白腰金丝燕

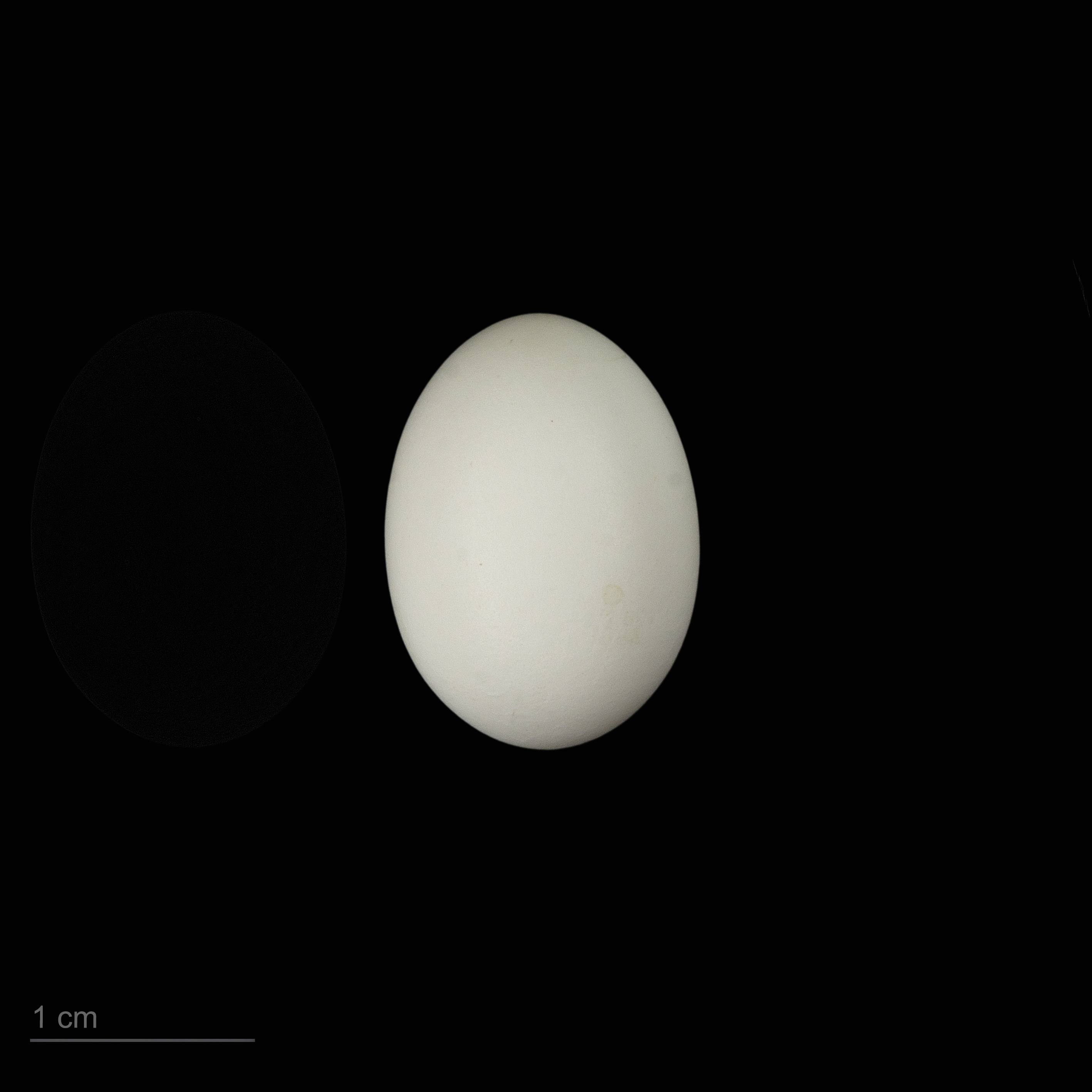
卵 Aerodramus spodiopygius

白腰金丝燕（学名：Aerodramus spodiopygius）是金丝燕属的一种鸟类。
白腰金丝燕在美属萨摩亚、斐济、新喀里多尼亚、巴布亚新几内亚、萨摩亚、所罗门群岛、汤加和瓦努阿图均有分布。分布于澳大利亚的金丝燕此前曾被归入此物种，但现在已被分为独立的澳大利亚金丝燕（Aerodramus terraereginae）种。
白腰金丝燕的自然栖息地为亚热带或热带湿润的低地森林、山地森林和岩石区。